# Christian Marclay

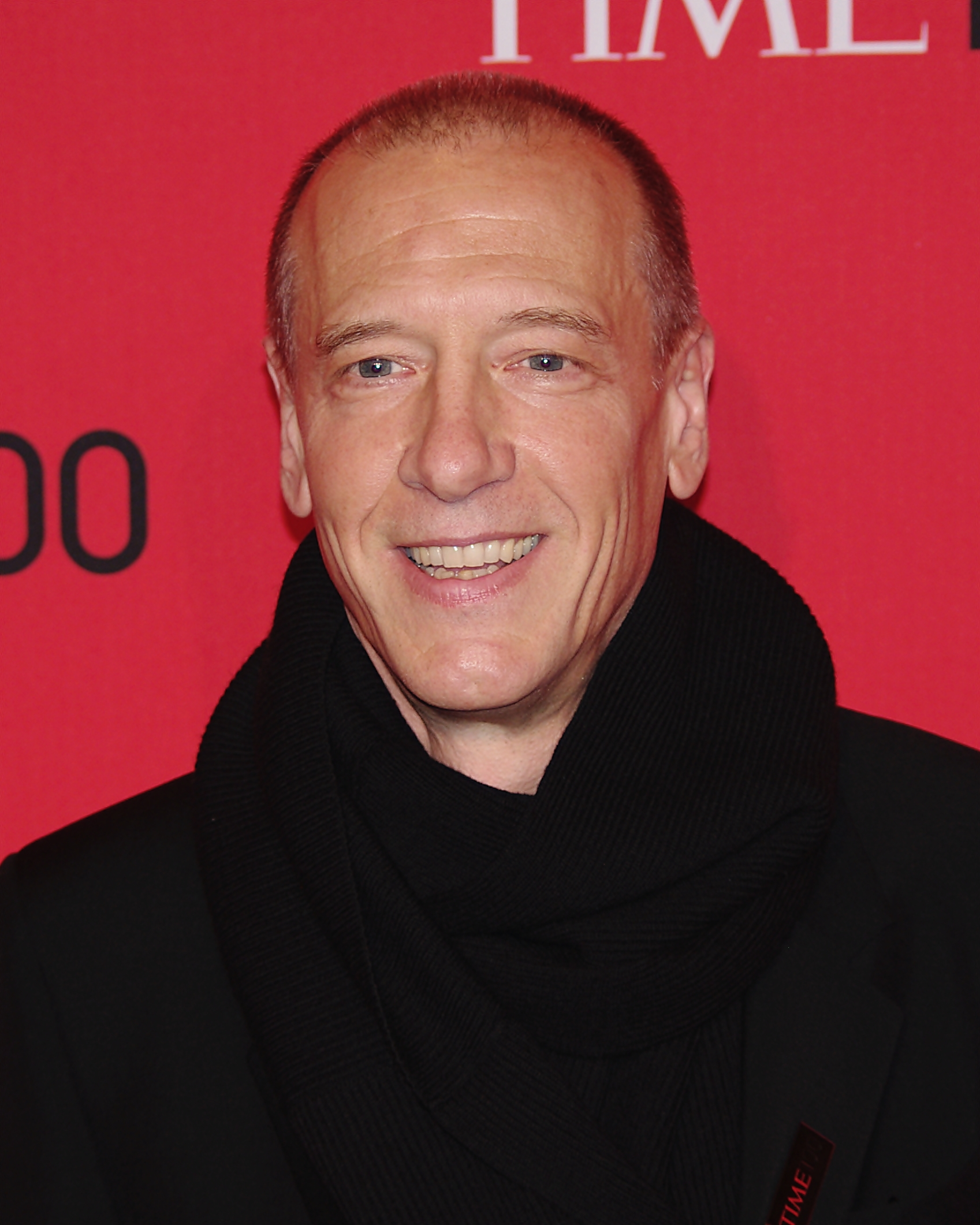
Christian Marclay (2012)

Christian Marclay (* 11. Januar 1955 in San Rafael, Kalifornien) ist ein bildender Künstler und Komponist. Er ist Auslandsschweizer.

## Leben und Werk
Christian Marclay wurde als Kind einer amerikanischen Mutter und eines Schweizer Vaters geboren. Er wuchs in Genf auf und studierte ab 1975 Bildende Kunst an der École Supérieure d’Art Visuel in Genf. 1977 zog er in die USA und studierte Bildhauerei am Massachusetts College of Art in  Boston. Ursprünglich vom Fluxus inspiriert, erforscht Marclay mit seinen Werken die gemeinsamen Muster von Ton, Fotografie, Video und Filmkunst. 1979 gründete er mit dem Gitarristen Kurt Henry die Performance-Gruppe «The Bachelors, even» und realisierte seine ersten Stücke mit Platten und Plattenspieler. Somit gehört er zu den Miterfindern des Turntablism. Daneben entwickelte er monumentale skulpturale Arbeiten wie Endless Column (1988) und Drumkit (1999). Für seine Performances benutzt er Schallplatten und andere Tonträger, die er manipuliert, verformt, oder sogar zerstört, um Soundeffekte wie Endlosschleifen zu erzielen. Marclay sagt von sich selbst, dass er im Allgemeinen preiswerte, gebrauchte Schallplatten aus Second-Hand-Läden bevorzuge.
Er hat mit Künstlern und Musikern wie John Zorn, Butch Morris, Shelley Hirsch, William Hooker, Otomo Yoshihide und Okkyung Lee, Günter Müller, Flo Kaufmann und CCMC zusammengearbeitet. 2009 gewann er den Prix Meret Oppenheim.
Bei der Eröffnung der 54. Biennale di Venezia am 4. Juni 2011 erhielt er den Goldenen Löwen als bester Künstler für seine Arbeit ''The Clock'' (2010). Record without a Cover wurde in die Wire-Liste The Wire’s „100 Records That Set the World on Fire (While No One Was Listening)“ aufgenommen. Für The Clock erhielt er 2011 den Boston Society of Film Critics Award für den besten Schnitt.
Er lebt seit 1980 in New York und London. 2013 wurde Marclay in New York zum Mitglied (NA) der National Academy of Design gewählt.

## Ausstellungen

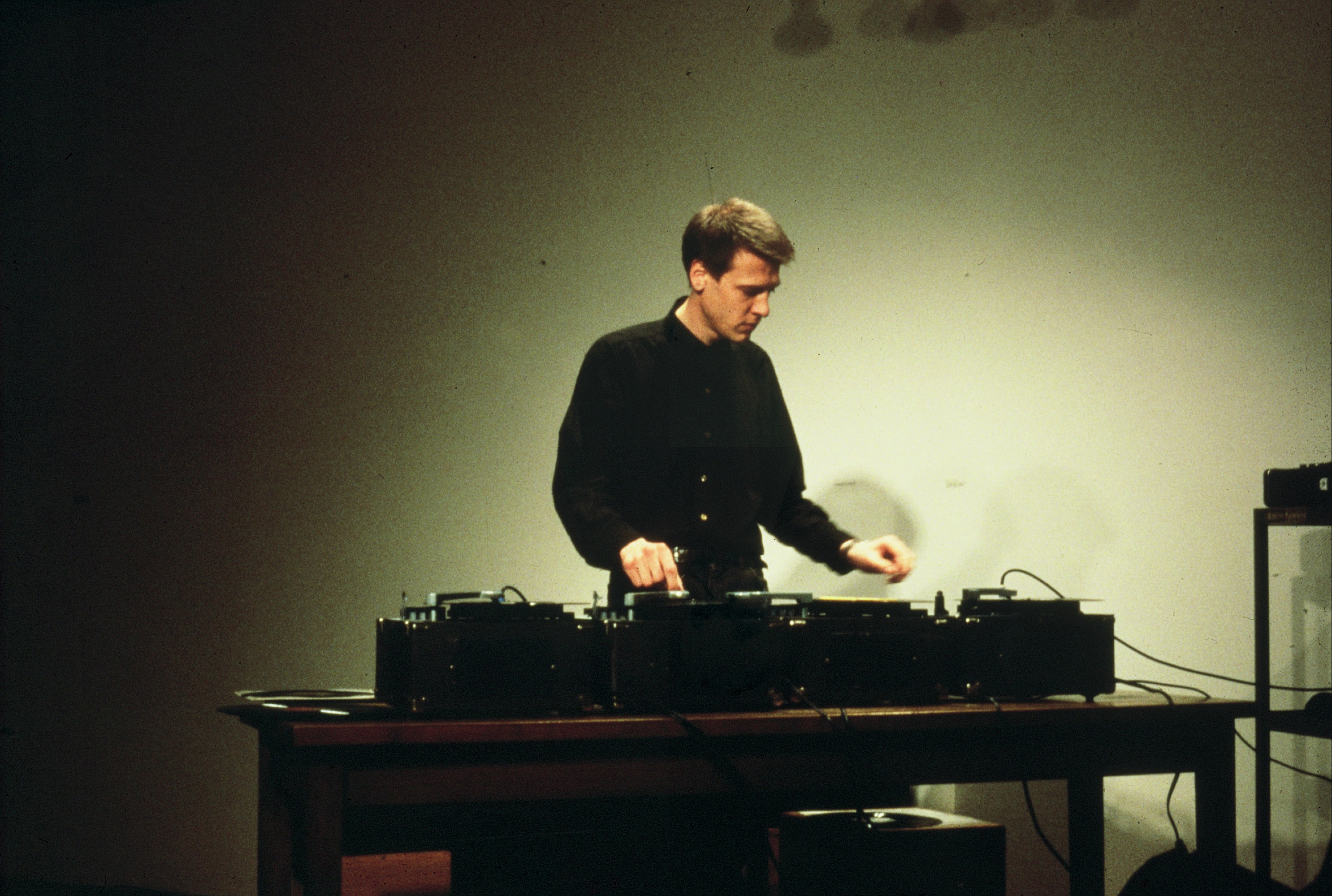
Christian Marclay

- 2015/16: Christian Marclay. Shake Rattle and Roll, Staatsgalerie, Stuttgart
- 2015: Performance II, White Cube Bermondsey, London[6]
- 2013: Manga Scroll, Weserburg Museum für moderne Kunst,  Bremen
- 2013: Damage Control: Art and Destruction Since 1950, Hirschhorn Museum and Sculpture Garden (Smithsonian Institution), Washington
- 2011: The Clock, Biennale di Venezia
- 2008: Cycloptically: Honk if you love silence, Musée d’art moderne et contemporain (Mamco), Genf[7]
- 2007: Replay, Cité de la musique, Paris[8]
- 2005: Christian Marclay, Barbican Art Gallery, London
- 2004: The sounds of christmas, Tate Modern, London
- 2004:  Kunstmuseum Thun (auch: Collection Lambert), Avignon;
- 2003: Bard College, Annandale-on-Hudson; UCLA Hammer Museum, Los Angeles
- 1999: Video-Installation telephones, Staatstheater Darmstadt, im Rahmen der Inszenierung von Die menschliche Stimme – Monodram für eine Frau und ein Telefon (Regie: Kay Link)
- 1997: Pictures at an Exhibition, Whitney Museum of American Art at Philip Morris, New York; Arranged and Conducted, Kunsthaus Zürich.
- 1995: Accompagnement Musical, Musée d’art et d’histoire, Genf
- 1995: Amplification, Biennale di Venezia, Chiesa San Stae, Venedig
- 1994: Christian Marclay, DAAD-Galerie, Berlin; Fri Art - Centre d'art contemporain, Fribourg.
- 1990:  Directions: Christian Marclay, Hirshhorn Museum and Sculpture Garden, Smithsonian Institution, Washington, D.C.
- 1987: Christian Marclay, The Clocktower, P.S.1, New York.

## Werk
- To Be Continued. Klangspuren Schwaz, Tirol 2016, ISBN 978-3-200-04710-5.